# Nové Dvory (district de Žďár nad Sázavou)
Pour les articles homonymes, voir Nové Dvory.
Nové Dvory (en allemand : Neuhof) est une commune du district de Žďár nad Sázavou, dans la région de Vysočina, en Tchéquie. Sa population s'élevait à 323 habitants en 2020.

## Géographie
Nové Dvory se trouve à 6 km à l'est-sud-est de Přibyslav, à 10 km à l'ouest de Žďár nad Sázavou, à 25 km au nord-est de Jihlava à 114 km à l'est-sud-est de Prague.
La commune est limitée par Velká Losenice au nord et à l'est, par Sázava au sud-est, par Nížkov au sud et par Olešenka et Přibyslav à l'ouest.

## Histoire
La première mention écrite de la localité date de 1444.

## Transports
Par la route, Nové Dvory se trouve à 6 km de Přibyslav, à 10,5 km de Žďár nad Sázavou, à 32 km de Jihlava et à 144 km de Prague.